# Balogna
Balogna est une commune française située dans la circonscription départementale de la Corse-du-Sud et le territoire de la collectivité de Corse. Elle appartient à l'ancienne piève de Sorroingiù, dans les Deux-Sorru.

## Géographie
S'étalant à environ 500 mètres d'altitude, Balogna est avec Coggia et Appriciani le seul village des Deux-Sorru à être tourné vers la mer, le reste de l'habitat de la région se situant au-delà du col Saint-Antoine, dans la vallée du Liamone. Il se trouve à 4 kilomètres seulement de Vico, principale ville de cette partie de l'île.
Deux autres vallées aujourd'hui non habitées donnent sa configuration à un territoire qui va presque du niveau de la mer jusqu'à 1 100 mètres d'altitude. Il s'agit donc là d'un village qui possède à la fois les caractéristiques de la moyenne montagne et celles de la proximité maritime.

## Urbanisme

### Typologie
Au 1er janvier 2024, Balogna est catégorisée commune rurale à habitat dispersé, selon la nouvelle grille communale de densité à sept niveaux définie par l'Insee en 2022.
Elle est située hors unité urbaine. Par ailleurs la commune fait partie de l'aire d'attraction d'Ajaccio, dont elle est une commune de la couronne,. Cette aire, qui regroupe 79 communes, est catégorisée dans les aires de 50 000 à moins de 200 000 habitants,.

### Occupation des sols
L'occupation des sols de la commune, telle qu'elle ressort de la base de données européenne d’occupation biophysique des sols Corine Land Cover (CLC), est marquée par l'importance des forêts et milieux semi-naturels (98,8 % en 2018), une proportion identique à celle de 1990 (98,9 %). La répartition détaillée en 2018 est la suivante : 
milieux à végétation arbustive et/ou herbacée (48,6 %), forêts (45,4 %), espaces ouverts, sans ou avec peu de végétation (4,8 %), zones agricoles hétérogènes (1,2 %). L'évolution de l’occupation des sols de la commune et de ses infrastructures peut être observée sur les différentes représentations cartographiques du territoire : la carte de Cassini (XVIIIe siècle), la carte d'état-major (1820-1866) et les cartes ou photos aériennes de l'IGN pour la période actuelle (1950 à aujourd'hui).

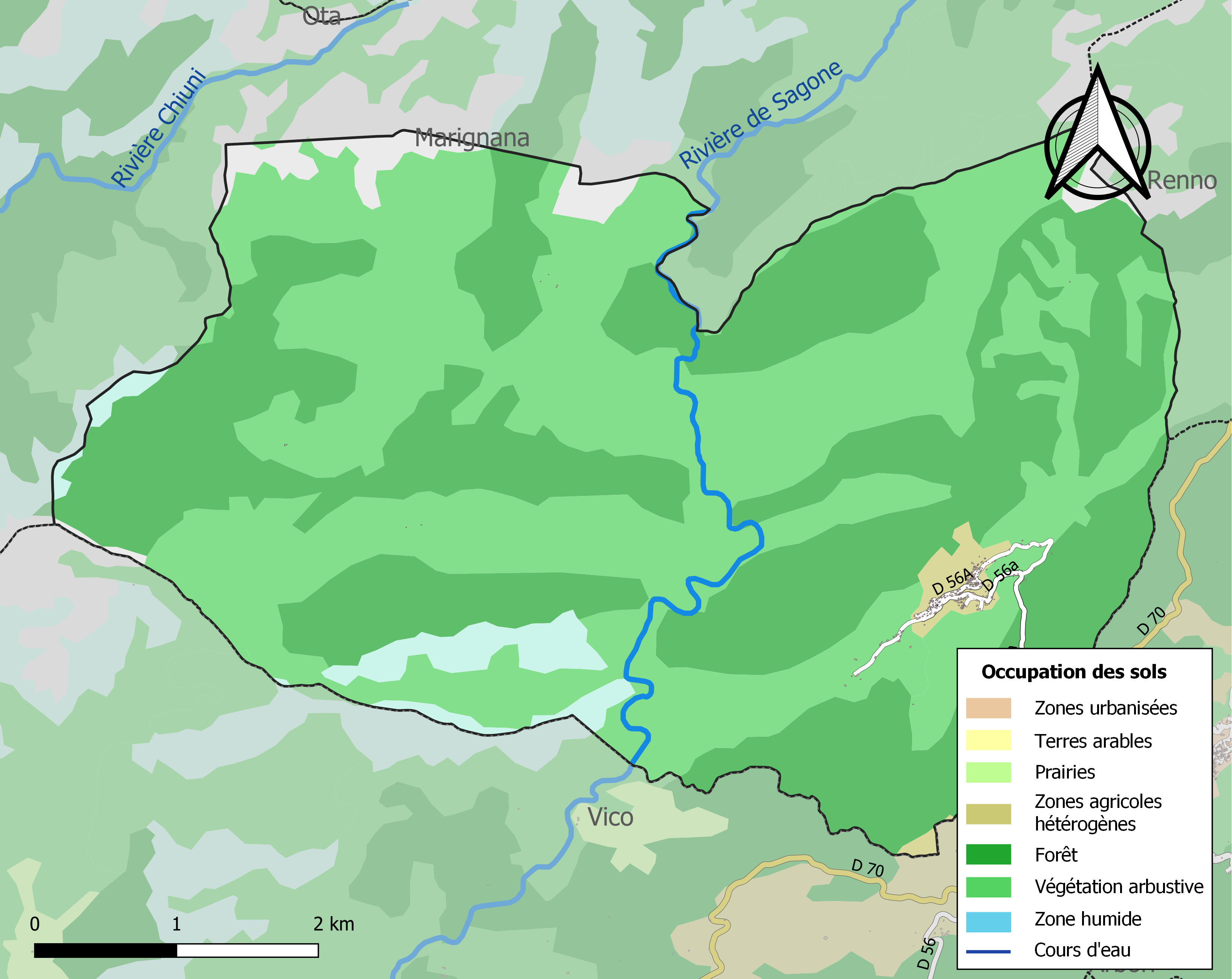
Carte des infrastructures et de l'occupation des sols de la commune en 2018 (CLC).

## Histoire
Le village est historiquement marqué par la présence des seigneurs de Leca qui sont à l'origine de sa fondation.
Le village a été créé assez récemment, sous la domination génoise et l'une des hypothèses est qu'il a été bâti pour écarter de Balagne (d'où le nom) des récalcitrants au régime de Gênes.
Aucune trace de l'antiquité n'y est connue alors qu'elles sont nombreuses aux alentours.
Un site préhistorique, par contre, peut être observé au Tragonatu.
Comme ailleurs en Corse, le pic de population (jusqu'à 800 personnes) a été atteint au XIXe siècle, mais la population est stable aux alentours de 200 personnes.
« Balogna hè quellu paisolu di u cantonu di Vicu chì si ne sta annant'a una sciappa cume una sintinella tesa à u sole... » (Maistrale, 1931).[pertinence contestée]

## Politique et administration
| Période                                  | Période  | Identité                 | Étiquette    | Qualité                       |
| ---------------------------------------- | -------- | ------------------------ | ------------ | ----------------------------- |
| 1977                                     | 1983     | Joseph Antoine Antonini  | RPR          | Militaire                     |
| 1983                                     | 1995     | Charles Antoine Grisoni  | RPR          | Ingénieur                     |
| 1995                                     | 2002     | Joseph Antoine Allegrini | SE           | Docteur en chirurgie dentaire |
| 2002                                     | 2014     | Antoine Carlotti         | Nationaliste | Entrepreneur                  |
| 2014                                     | En cours | Dominique Grisoni        | REG          | Commerçant                    |
| Les données manquantes sont à compléter. |          |                          |              |                               |

## Démographie
L'évolution du nombre d'habitants est connue à travers les recensements de la population effectués dans la commune depuis 1800. Pour les communes de moins de 10 000 habitants, une enquête de recensement portant sur toute la population est réalisée tous les cinq ans, les populations de référence des années intermédiaires étant quant à elles estimées par interpolation ou extrapolation. Pour la commune, le premier recensement exhaustif entrant dans le cadre du nouveau dispositif a été réalisé en 2008.

En 2022, la commune comptait 141 habitants, en évolution de +8,46 % par rapport à 2016 (Corse-du-Sud : +7,61 %, France hors Mayotte : +2,11 %).
| 1800 | 1806 | 1821 | 1831 | 1836 | 1841 | 1846 | 1851 | 1856 |
| ---- | ---- | ---- | ---- | ---- | ---- | ---- | ---- | ---- |
| 264  | 262  | 340  | 374  | 248  | 334  | 390  | 424  | 415  |

| 1861 | 1866 | 1872 | 1876 | 1881 | 1886 | 1891 | 1896 | 1901 |
| ---- | ---- | ---- | ---- | ---- | ---- | ---- | ---- | ---- |
| 459  | 510  | 526  | 549  | 575  | 517  | 500  | 530  | 510  |

| 1906 | 1911 | 1921 | 1926 | 1931 | 1936 | 1946 | 1954 | 1962 |
| ---- | ---- | ---- | ---- | ---- | ---- | ---- | ---- | ---- |
| 434  | 578  | 515  | 537  | 540  | 556  | 308  | 509  | 207  |

| 1968 | 1975 | 1982 | 1990 | 1999 | 2006 | 2008 | 2013 | 2018 |
| ---- | ---- | ---- | ---- | ---- | ---- | ---- | ---- | ---- |
| 204  | 196  | 176  | 160  | 170  | 137  | 128  | 132  | 145  |

| 2022 | - | - | - | - | - | - | - | - |
| ---- | - | - | - | - | - | - | - | - |
| 141  | - | - | - | - | - | - | - | - |

## Culture locale et patrimoine

### Lieux et monuments
Le village, assez étendu, se compose de plusieurs quartiers : à l'entrée, en bas, autour de l'église, les « Corte » dont l'atmosphère rappellera l'habitat groupé de certains villages de la lagune de Venise ou de certaines régions rurales de Toscane.[passage promotionnel] La route circulaire qui donne sa forme au village, très étendue en longueur, fait une épingle pour passer ensuite par U Canale, dont on ne sait pas si ce lieu porte le nom d'un ancien canal ou celui d'une des familles qui y habite[pertinence contestée], puis se dirige vers le centre d'implantation des premières maisons construites sous la domination génoise, protégées au creux de la vallée, « A Cardiccia ». On trouve également des quartiers plus spécifiques comme la Guazzina, du nom de la fontaine qui s'y trouve.
Enfin, trois vallées non habitées et autrefois mises en valeur (châtaigniers, oliviers, fours, casette...) complètent le territoire de la commune, à l'arrière du village : chasse, promenade y sont pratiquées, et baignade dans les ruisseaux ou dans le fleuve Sagone. Deux ponts, l'un récent, l'autre du XIXe siècle, paraît-il à partir d'un premier essai de pont génois, montrent les efforts permanents de conquête et gestion du territoire[passage promotionnel]. Jusqu'en 1930, il y avait là un chemin muletier important, qui explique par ailleurs pourquoi les familles de Balogna sont très liées à celles de Marignana alors qu'aujourd'hui les routes éloignent considérablement deux villages autrefois très proches.
Principal monument visible, l'église de Balogna est typique d'un style toscan campagnard - on retrouve d'ailleurs le même style par exemple dans les villages des alpes apuanes, de l'autre côté de la mer. Son campanile a été construit après l'église elle-même ; seule partie plate du village, le parvis, au-dessus du cimetière, est un lieu de repos et de réjouissance. Elle est dédiée au saint du village, dont elle porte le nom : Santu Quilicus (qui se traduit par Saint Cyr), dont la fête qui est aussi celle du village est célébrée par une procession et des réjouissances ludiques et gastronomiques les 14 et 15 juillet.
Au bas de la commune, se trouve la source thermale des « caldanelle », inaccessible car située en terrain privé, non desservie par la voirie publique.
Deux bâtiments témoignent de l'activité passée.
L'ancien hébergement, qui pouvait loger une trentaine de personnes, a été converti en hangar agricole. Il faut dès lors imaginer des cloisons en bois, des dortoirs, des chambres, les repas pris en commun et des jeux organisés le soir pour lutter contre l'isolement des curistes...
À proximité, deux sources aux vertus mythiques[réf. nécessaire] le jouxtent : l'une est chaude et sulfureuse, l'autre froide mais également sulfureuse. La première est célèbre pour avoir « blanchi » un psoriasis, la seconde était utilisée pour les yeux. Un bassin avait été prévu pour les femmes, un pour les hommes, comme cela se retrouve ailleurs en Corse. Il n'en reste plus qu'un.
Les qualités du paysage avaient incité, dans les années 1970 du XXe siècle, à un projet de golf couplé à une station thermale, avec des investisseurs européens.